# Amoebidae
Az Amoebidae az Amoebozoa egyik – a Tubulinea többi kládjához hasonlóan – több, szemcsés endoplazmájú, alálláb nélküli, változó hosszú hengeres állábat alkotó csupasz amőbákból álló kládja, Mozgása során egy álláb domináns, a többi a sejttest átáramlásával eltűnik. Egyes fajai „sétáló” mozgást végeznek, ahol végtagokként működnek viszonylag állandó állábai.
Legismertebb nemzetségei az Amoeba és a Chaos, melyeket a többi nemzetségtől longitudinális kiemelkedései különböztetnek meg. Legismertebb faja az Amoeba proteus, melyet gyakran használnak az amőboid mozgás bemutatására.

## Történet
Az Amoeba proteusról rajzokat először 1755-ben közölt August Johann Rösel von Rosenhof, aki azt „kis Próteusznak” nevezte. Ennek és más amőbáknak későbbi szerzők több eltérő nevet adtak: Carl von Linné 1758-ban Chaos protheusnak, Otto Friedrich Müller Proteus diffluensnek nevezte 1786-ban, az Amoeba proteus nevet Joseph Leidy 1878-ban hozta létre.
Bory de Saint-Vincent 1822-ben hozta létre az Amiba nemzetséget, 1830-ban Christian Gottfried Ehrenberg e nemzetséget a kis élőlények besorolására átvette, de írásmódját Amoeba alakra módosította.
Az Amoebidae kládot először Ehrenberg írta le 1838-ban, majd Page módosította leírását 1987-ben ultraszerkezeti összehasonlítások alapján.
Korábban több más nemzetséget (például Acanthamoeba, Entamoeba) is ide soroltak.
Thomas Cavalier-Smith 2004-ben kládként írta le, ezt 18S rDNS és aktin alapján Lahr et al. erősítették meg, akik formacsoportként írták le, és a Tubulinida (az Amoebidae és a Hartmannellidae alkotta csoport) monofíliáját is igazolták.

## Morfológia
Egyes fajai szabadon lebeghetnek sugárzó állábakkal. Héj nélküli amőbaklád csőszerű, hengeres állábakkal, mozgóállapot-váltakozás, adhéziós farokszerkezet nélkül. Szmirnov és Brown 2004-ben az Amoebidae sejtburkát fonalas glikokalixként írták le.

## Ökológia
A Pseudoalteromonas peptidysin Y-törzse és a Pseudoalteromonas carrageenovora egyaránt álláb-visszahúzódását okozzák, melyekből végül helyreáll, azonban feltehetően e fajokat eszik egyes fajai.

## Életmód
A Malpighamoeba sáskák, méhek Malpighi-csöveit fertőzi, gátolva folyadékszekréciós és glikoprotein-ártalmatlanító funkciójukat. Az Amoeba és a Chaos nemzetségek szabadon élő citotróf fajokból állnak.

## Élőhely
Édesvizekben él, ahová feltehetően a Hartmannellidae és Vannellidae kládoktól függetlenül került.

## Életciklus
Csak trofozoitaként ismert. Nem szaporodik ivarosan, azonban például az Amoeba proteusnál 500 kromoszómát figyeltek meg Parfrey et al., ennek oka feltehetően poliploiditás, de a pontos kromoszómaszám és a ploiditás szintje nem ismert. Ismert azonban, hogy a kromoszómaszáma mitózis nélküli depoliploidizációval történik. A sejtciklus interfázisa során akár 2,9-szeres különbség is lehet a DNS-tartalomban.

## Tenyészthetőség
Csak vízmentes fűmag-agar keveréken tenyészthető.

## Genetika
Az Amoebidae tartalmazta a legnagyobb feltételezett genomú eukariótát, az Amoeba dubiát, melynek genomját Friz 1968-ban 670 Gbp-ként írta le, és az A. proteushoz hasonló módszerrel állíthat elő sok DNS-t. Ennek mai neve Polychaos dubium.

## Jelentőség
Mivel az Arcellinida ivaros szaporodásra képes, míg az Amoebidae ivartalan, Lahr et al. 2011-ben a kládot az ivarosság/ivartalanság jelei kereséséhez ideális csoportként írták le.